# Réserve naturelle de Sporting Lake
La réserve naturelle de Sporting Lake (anglais : Sporting Lake Nature Reserve) est une réserve naturelle de la Nouvelle-Écosse située dans le comté de Digby. Cette réserve de 23 ha protège une forêt ancienne de pruche du Canada, de pin blanc et d'épinette rouge. Elle a été incluse dans l'aire centrale de la réserve de biosphère de Southwest Nova lors de la désignation de cette dernière en 2001. Elle est enclavée dans l'aire sauvage Tobeatic.